# Lommerschans

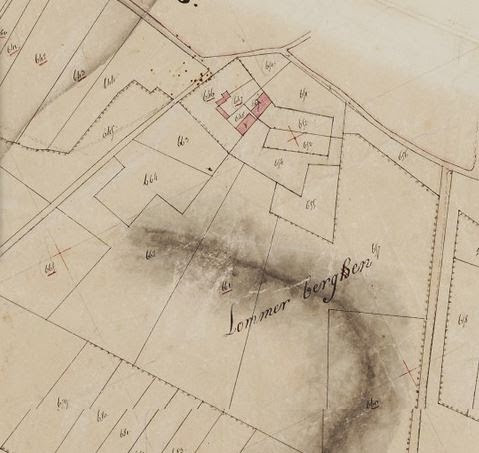
Kadastraal minuutplan van 1811-1832

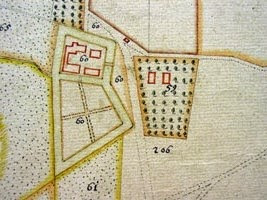
1781

De Lommerschans was een boerenschans bij Reuver in de Nederlandse gemeente Beesel (provincie Limburg). De schans lag ten westen van het dorp bij de straten Kesselseweg en Lommerbergen nabij de toenmalige buurtschap Leeuwen. De schans ligt op een steilrand met verder naar het noordwesten de rivier de Maas.
Op ongeveer 1700 meter naar het noordoosten lag de Bentheimerschans.

## Geschiedenis
Rond 1641 werd de schans aangelegd op het terrein van de Spieker en werd vernoemd naar de eigenaar van de spieker, te weten Gerard van Lom. De schans werd gegraven door inwoners uit de omgeving, waaronder uit Kessel. Wie niet mee wilde helpen moest een vat bier leveren als boete. De schans werd gebruikt door lokale inwoners om zich in tijd van oorlog en rondtrekkende dievenbenden terug te kunnen trekken.
Op het kadastrale minuutplan van 1811-1832 wordt de schans niet meer aangeduid.

## Constructie
De schans was grofweg rechthoekig en werd omgeven door een watervoerende gracht. De gracht werd gevoed met water uit een natuurlijke bron in de Lommerbergen.